# خاموشی (فیلم ۲۰۰۷)
خاموشی (به انگلیسی: Blackout) فیلمی محصول سال ۲۰۰۷ و به کارگردانی جری لاموت است. در این فیلم بازیگرانی همچون زوئی سالدانا، لاتانیا ریچاردسون، شان بلک‌مور، جیمی هکتور، سال روبینک، ملوین ون پیبلز، جفری رایت، سوزان کلچی واتسون و پرادیجی ایفای نقش کرده‌اند.